# Жените (филм, 2008)
„Жените“ (на английски: The Women) е американска трагикомедия от 2008 г., написана, продуцирана и режисирана от Даян Инглиш. Във филма участват Мег Райън, Анет Бенинг, Ева Мендес, Дебра Месинг, Джейда Пинкет Смит, Кари Фишър, Клорис Лийчман, Деби Мазар, Бет Мидлър и Кандис Бъргън. Сценарият е актуализирана версия на едноименния филм от 1939 г. на режисьора Джордж Кюкор, базиран на едноименната пиеса от 1936 г. от Клеър Бут Лус.